# 栅栏

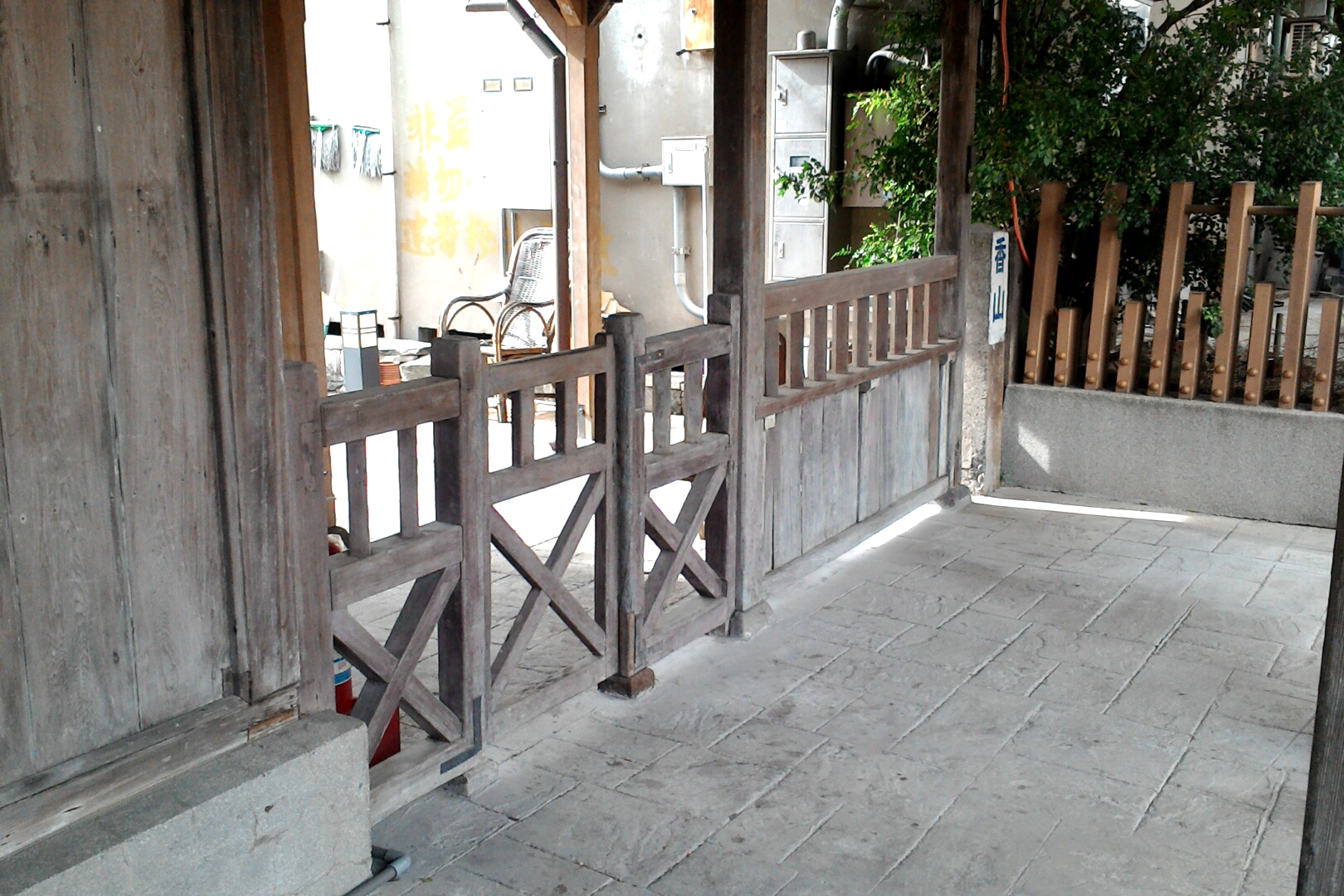
新竹市香山區香山車站柵欄

栅栏（大陆：zhà lan；又名护栏）是一种围栏,通常由木桩或树干组成。

## 典型结构
一般来说，栅栏是用较细的树干,两端削尖,竖直插入地裏,紧密排列而成。有时也用附料,加固插入土里的树干。 栅栏高几十厘米到两三米不等,常配与土方（earthworks）作防御结构之用。
栅栏用料輕便(可用木头之类的各种材料),建造快捷,特别适用于小型堡垒,或需趕建的防御工事。栅栏多用於短时战斗或是小型冲突，足证十分有效。 不过，亦因为木材易燃，結構簡單,所以難抵火攻,或攻城武器。
城堡石墙築成前,常於建址週圍先建一圈临时的栅栏。常見於新法兰西（法国在北美的殖民地）。

## 古希腊与古罗马
古希腊人与罗马人都使用栅栏来保护自己的营帐。罗马历史学家蒂托·李维描述道，在第二次马其顿战争中希腊人用的方法要比罗马人的低劣。希腊人的木桩太大而不容易搬运，木桩之间的缝隙又过大,敌人只要从中拔掉几根，就可乘虛而入。与之相对，罗马人採用更小更容易搬运的木桩，并且建築紧密，使其难以被人拔出。

## 前哥伦布时期的北美地区
美国东南部地区密西西比文化原住民的许多定居点都会用栅栏。其中的代表是科林斯维尔（伊利诺伊州）的卡霍基亚遗址。一系列整齐的瞭望塔与堡垒外,設木栅栏一条,长3.2千米。考古学家在该地区挖掘时发現一些木栅栏的痕迹，证明其經多次重建,並认为此欄将卡霍基亚举行仪式的区域跟城市的其他部分划分开来，同时也作为防御措施的一部分。
其他的例子还有印第安纳州南部的天使古墓遗址等等。

## 殖民地时期的美国
英国人在詹姆斯镇 (维吉尼亚州)和普利茅斯 (马萨诸塞州)的定居点，最初也是用栅栏来设防的。

## 南非
在南非，居民為保护家園，防犯盜賊,常建栅栏，例如石墙、钢铁构造、木头构造以及通电的栅栏。 约翰内斯堡提倡外面镂空的栅栏，以防罪犯藏身栏后。 當地安全手册,有述最佳的造欄与護欄方式，例如:切忌栏前种菜，以免罪犯有机潛过栅栏。